# Zoeklicht

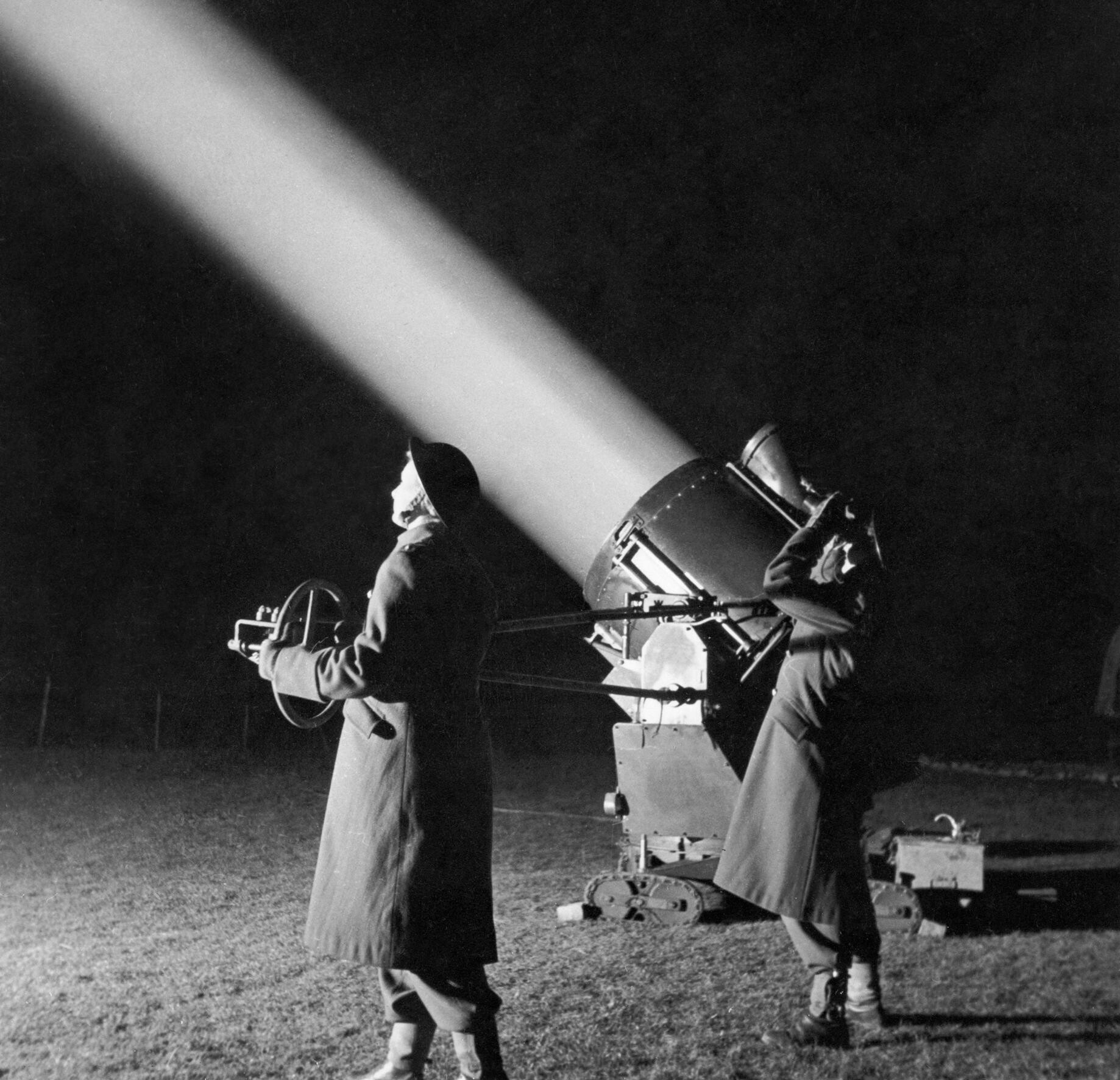
Zoeklicht tijdens de Tweede Wereldoorlog.

Een zoeklicht is een draaibare schijnwerper die een sterk geconcentreerde lichtbundel geeft. Een zoeklicht wordt gebruikt om 's avonds en 's nachts iets op te sporen, te zoeken naar een bepaald object. De scheepvaart gebruikt ook zoeklichten om gemakkelijker ergens aan te meren of een te varen vaargeul of -route te beschijnen.
Zoeklichten werden in gebruik genomen, lang nadat men de gloeilamp had uitgevonden in de 19e eeuw door Thomas Edison, in 1877. De eerste doeltreffende zoeklichten werden gebruikt tijdens de Russisch-Japanse Oorlog in 1905.
Tijdens de Slag bij Tsushima werd er 's nachts met zoeklichten aangevallen en zochten de Russische en Japanse pantserschepen elkaar met hun zoeklichten op om op hen te schieten. Daar werden de Russische pantserschepen duchtig belaagd door de snelle vierpijpers-torpedobootjagers van de Japanners. De Russische vloot ging totaal ten onder in de Gele Zee.
Ook tijdens de Eerste Wereldoorlog en vooral in de Tweede Wereldoorlog werden zoeklichten door vriend en vijand gebruikt. Het sterkschijnende Leigh Light-zoeklicht werd uitgevonden om Duitse onderzeeërs al vanaf ongeveer 200 meter afstand in hun lichtbundel te krijgen voor een bommenaanval vanuit een vliegtuig of escorteschip.
Nog tijdens de Tweede Wereldoorlog gebruikten zowel de geallieerden als de asmogendheden zoeklichten om 's nachts aanvallende vliegtuigen en bommenwerpers op te sporen, in hun lichtbundels gevangen te houden en het vijandelijk toestel uit de lucht te schieten door de luchtverdediging.
Na een beschikking van de minister van oorlog, getekend op 30 augustus 1952, werden meerdere zoeklichtbatterijen opgericht bij de Nederlandse krijgsmachten en ingedeeld bij de Luchtdoelartillerie.